# Baker (Louisiana)
Baker és una població dels Estats Units a l'estat de Louisiana. Segons el cens del 2000 tenia 13.793 habitants.

## Demografia
Segons el cens del 2000, Baker tenia 13.793 habitants, 4.971 habitatges, i 3.782 famílies. La densitat de població era de 675 habitants/km².
Dels 4.971 habitatges en un 39,5% hi vivien nens de menys de 18 anys, en un 50,6% hi vivien parelles casades, en un 21,4% dones solteres, i en un 23,9% no eren unitats familiars. En el 20,6% dels habitatges hi vivien persones soles el 6,7% de les quals corresponia a persones de 65 anys o més que vivien soles. El nombre mitjà de persones vivint en cada habitatge era de 2,75 i el nombre mitjà de persones que vivien en cada família era de 3,18.
Per edats la població es repartia de la següent manera: un 29,8% tenia menys de 18 anys, un 10,7% entre 18 i 24, un 28,5% entre 25 i 44, un 21,1% de 45 a 60 i un 10% 65 anys o més.
L'edat mediana era de 32 anys. Per cada 100 dones de 18 o més anys hi havia 80 homes.
La renda mediana per habitatge era de 35.151 $ i la renda mediana per família de 38.621 $. Els homes tenien una renda mediana de 31.791 $ mentre que les dones 22.177 $. La renda per capita de la població era de 14.920 $. Entorn del 13,4% de les famílies i el 15,5% de la població estaven per davall del llindar de pobresa.

## Poblacions més properes
El següent diagrama mostra les poblacions més properes.